# Lady Dracula (1978)
Lady Dracula ist ein deutscher Horrorfilm von F. J. Gottlieb aus dem Jahre 1978.

## Handlung
Eines Nachts im Jahre 1876 bricht Graf Dracula in ein österreichisches Mädchenpensionat ein und entführt die junge Comtesse Barbara auf sein Schloss. Dem Mob, der ihn verfolgt, gelingt es zwar, Dracula unschädlich zu machen, aber für Barbara kommt jede Hilfe zu spät. Infolgedessen wird sie in einem versiegelten Sarg bestattet.
Hundert Jahre später wird der Sarg bei Bauarbeiten von einem Bagger freigelegt, wobei auch die Siegel gebrochen werden. Bevor der Baggerführer allerdings die richtigen Leute informieren kann, wird der Sarg von Kleingaunern gestohlen und an einen Antiquitätenhändler verkauft. In der Nacht entsteigt Barbara ihrem Sarg und fällt über den Händler her. Doch kaum hat sie zum ersten Mal Blut gekostet, verwandelt sie sich in eine erwachsene Frau.
Schnell findet Barbara sich in der modernen Welt zurecht und findet sogar eine Stelle als Leichenkosmetikerin in einem Wiener Bestattungsinstitut, wo sie sich heimlich von Blutkonserven ernährt. Doch während einer Fasnachtsfeier vergreift sich Barbara an der Geliebten des Institutsleiters und wird dabei von ihm entdeckt, und infolgedessen brennt das Unternehmen ab. Nun ohne eine regelmäßige Blutquelle, geht Barbara des Nachts in der Stadt auf Jagd und erregt schnell das Interesse der Polizei. Kommissar Harris und Inspektor Arent, Harris’ unterbelichteter Untergebener, werden auf den Fall angesetzt.
Im Zuge seiner Ermittlungen begegnet Harris Barbara und verliebt sich nichtsahnend in sie. Bei seinem ersten intimeren Rendezvous aber lernt Harris ihre wahre Natur kennen, und es kommt zum Kampf. Als zwischenzeitlich die Sonne aufgeht, flüchtet Barbara in einen Geheimraum ihres Appartements, wo sie ihren Sarg versteckt hält. Unvorsichtigerweise folgt der Kommissar ihr jedoch und wird von ihr in den Sarg gezogen, dessen Deckel daraufhin zufällt. Als Inspektor Arent, der selbst die wahre Identität der Vampirmörderin ermittelt hat, gleich darauf in die Wohnung stürzt und auf den heftig durchgeschüttelten Sarg stößt, bemerkt er nur verstört: „Jetzt sollte man wissen, ob man da überhaupt noch stören darf!“

## Kritiken
Die Kritiken waren vernichtend: Gruselschund mit Eddi Arent (Cinema) oder
Horrorfilmchen unter Niveau, dafür aber mit zahllosen Albernheiten. (Lexikon des internationalen Films) seien als Beispiele genannt.

## Bemerkungen
Der Abschreibungsfilm wurde im Herbst 1975 gedreht, fand aber keinen Verleih und kam erst mit großer Verspätung 1978 in die Kinos. Er markierte den letzten Kinoauftritt sowohl Theo Lingens als auch Stephen Boyds.